# طاطيوس أفندي
طاتيوس أكسرجيان (بالأرمنية: Թադեոս Էքսերճյան) (1858-1913) المشهور باسم طاطيوس أفندي ملحن وعازف كمان أرمنيّ. هو أشهر الملحّنين العثمانيّين عند الأتراك وعند العرب على الإطلاق وأكثرهم تأثيراً في موسيقى المقام، حيث ذاعت سماعياته (جمع سماعي) وبشارفه (جمع بشرف) خلال النّصف الأوّل من القرن العشرين وما بعده وخلدت بعدد كبير من التّسجيلات الّتي افتتحت بسماعي الرّاست الشّهير أو سماعي حجازكار كرد أو سماعي الحسيني، وكان وما زال كثير من المطربين والموسيقيين العرب والأتراك الكبار يستخدمون موسيقاه في وصلاتهم الموسيقية.
رغم أن معزوفات طاطيوس أفندي أصبحت في ما بعد من أهم سمات الموسيقى التقليدية العربية والتركية فإنة كان يعدّ من قبل معاصريه مبتدعاً مبتكراً إلى حد الإفراط في العصرنة والتأثر بالغرب.

## روابط خارجية
- طاطيوس أفندي على موقع ميوزك برينز (الإنجليزية)
- طاطيوس أفندي على موقع ديسكوغز (الإنجليزية)